# CZ 75
La CZ 75 è una pistola semiautomatica prodotta dalla CZ UB (Česká Zbrojovka Uherský Brod) nella Repubblica Ceca. Introdotta nel 1975, la pistola è camerata per il 9 × 19 mm Parabellum, presenta un caricatore bifilare da 16 colpi, un corpo realizzato in acciaio e canna cromata.
Ha ottenuto un buon successo commerciale, in quanto fornisce prestazioni di un ottimo livello ad un costo contenuto, cosa che l'ha resa comune in molti stati nel mondo. È particolarmente apprezzata per la caratteristica ergonomia dell'impugnatura. Nella Repubblica Ceca è l'arma d'ordinanza della polizia.

## Storia
Le industrie belliche sono state una parte importante dell'economia cecoslovacca tra le due guerre mondiali: infatti l'esportazione d'armi era uno dei più grandi vanti di questo stato (per fare un esempio possiamo citare il Bren inglese, che altro non è che una versione modificata della mitragliatrice leggera cecoslovacca ZB vz.26).
Dopo il colpo di Stato del 1948, gran parte delle industrie del paese furono nazionalizzate. Tuttavia, quando gli altri paesi del blocco sovietico divennero dipendenti dall'URSS in fatto di armamenti, la Cecoslovacchia decise di continuare ad usare le proprie armi per i propri soldati (in questo paese infatti al fucile AK-47 veniva preferito il fucile d'assalto Vz. 58 di produzione cecoslovacca).
I fratelli Josef e František Koucký divennero i principali progettatori della CZUB dopo la seconda guerra mondiale. Praticamente parteciparono alla maggior parte dei progetti post-bellici della fabbrica, ma a causa della loro tendenza a firmare i progetti con il solo cognome comune, non siamo in grado di stabilire i rispettivi meriti.
Nel 1969 František Koucký andò in pensione, ma gli venne ugualmente chiesto dalla fabbrica di progettare una nuova pistola in calibro 9 mm. A differenza dei lavori passati, questa volta l'ingegnere aveva la possibilità di progettare un'arma basata esclusivamente sui suoi disegni. Il progetto che scaturì dal suo lavoro fu per diversi aspetti innovativo.
Sebbene il modello dovesse essere quello di un'arma destinata all'esportazione, il progetto di Koucký fu ugualmente inserito tra i progetti segreti della fabbrica. Questo significava che nessuno avrebbe dovuto sapere in alcun modo della loro esistenza, né a questo punto registrare lo stesso brevetto in Cecoslovacchia.
Proprio per questo né Koucký né la CZUB poterono avanzare una richiesta di protezione del loro brevetto. In conseguenza di questa loro impossibilità nel proteggere il brevetto, cominciarono a saltar fuori numerosissimi modelli proposti da altre fabbriche basati proprio sull'invenzione di Koucký.
La pistola tuttavia non fu venduta nella Repubblica Ceca fino al 1985. Da quel momento divenne popolare fra i tiratori sportivi (il tiro sportivo è infatti il terzo sport più praticato in Repubblica Ceca dopo calcio e hockey).

## Dettagli tecnici
La CZ 75 è una pistola semiautomatica con chiusura geometrica a corto rinculo di canna, sistema Browning-Petter.
I modelli in commercio hanno la possibilità di sfruttare il meccanismo di scatto ad azione singola e ad azione doppia. La sicura manuale può essere inserita soltanto con il cane armato, che blocca anche il carrello-otturatore; comunque c'è anche la sicura di "mezza monta" al cane. A partire dagli anni '90 tutte le CZ 75 sono state dotate di sicura automatica al percussore, identificato con la lettera B (CZ 75-B).
La CZ 75 richiede assoluta dimestichezza con i sistemi di scatto e sicura, per portarla pronta all'uso (colpo in canna) in totale sicurezza. Data l'assenza dell'abbatticane, il disarmo manuale deve essere operato con precisione per evitare la partenza accidentale del colpo.

## Produzione
Originariamente concepita per l'esportazione, la CZ 75 entrò in produzione di massa nel 1976.
La Action Arms importò la pistola negli Stati Uniti solo nei primi anni '90 finché la CZ-USA non fu autorizzata come unica distributrice di pistole CZ negli Stati Uniti.

## Varianti e cloni
La CZ 75 presenta numerose varianti e sotto varianti, ciascuna destinata a diversi acquirenti. Tutte sono camerate in calibro 9mm Luger. Alcune versioni sono inoltre disponibili in cal. 9x21 IMI e .40 S&W.
- CZ 75: la versione originale della CZ 75.
- CZ 75-B: la seconda versione della CZ 75 che monta la sicura automatica al percussore (9 Luger, 9X21, .40 S&W).
- CZ 75BD: versione B dotata di un meccanismo di decocker (abbatti-cane) (9 Luger, 9X21, .40 S&W).
- CZ 75-B-Ω: variante avanzata della CZ 75-B con un gruppo grilletto modificato in fabbrica. Disponibile sia nella versione 9 mm che .40 S&W.
- CZ 75-B SA: variante esclusivamente ad azione singola (9 Luger, .40 S&W).
- CZ 75 Compact: variante con canna ed impugnatura accorciata (9 Luger, 9X21, .40 S&W).
- CZ 75 Semicompact: variante con canna accorciata, come la Compact, e impugnatura standard. Camerata solo per il 9 mm Luger.
- CZ 75-PČR Compact: variante sviluppata per le forze dell'ordine della Repubblica Ceca. Variante SP-01 con caricatore maggiorato

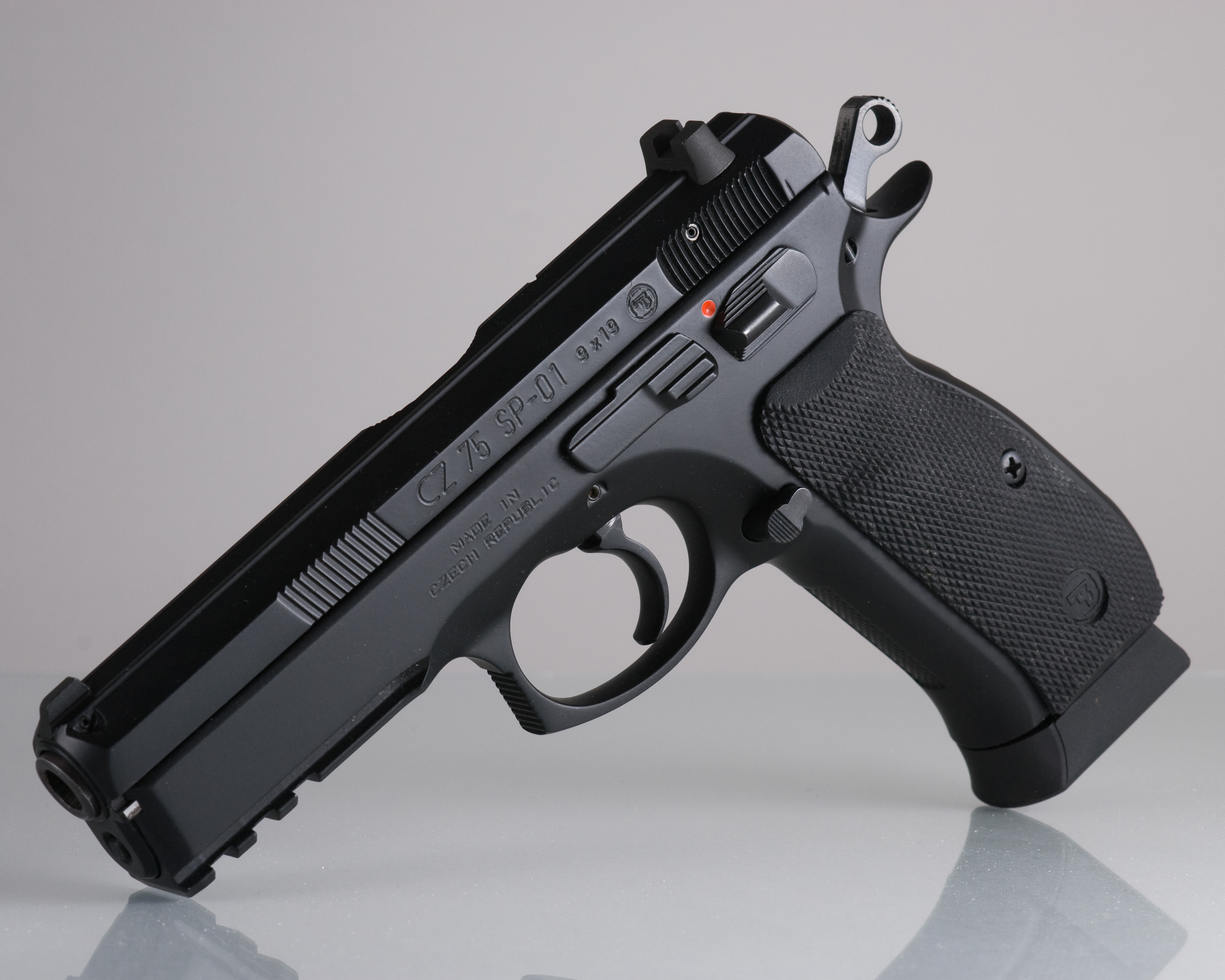
Variante SP-01 con caricatore maggiorato

Varianti "P", camerate solo in 9mm Luger (con due eccezioni, vedi sotto):
- CZ 75 P-01: variante compatta della CZ 75 sviluppata per le forze governative. Presenta numerose parti realizzate in alluminio invece che in acciaio oltre ad una slitta per accessori sottocanna. Questo è l'unico modello di CZ 75 ad aver ricevuto l'approvazione NATO[4].
- CZ 75 P-06: versione in cal. 40 S&W della 75 P-01.
- CZ 75 P-07 DUTY: variante compatta realizzata in polimero. Il gruppo del grilletto è stato ridisegnato in modo da presentare un numero inferiore di parti. Camerata in calibro 9 mm Luger o .40 S&W.
- CZ P-09: versione maggiorata del modello P-07, costruita sulla base di un fusto polimerico ad elevatissima resistenza con superfici grippanti, dorsalini dell'impugnatura intercambiabili e rotaia Picatinny per l'installazione di torce o laser. La pistola è lunga in tutto 20 centimetri e ha un peso totale di 860 grammi a vuoto, il che la rende una delle più leggere full-size al mondo. Disponibile in calibro 9mm e .40 S&W per una capacità rispettivamente di 19 e 15 colpi.
- CZ 75 SP-01 / SP-01 Tactical: simile alla P-01 ma full-size, realizzata interamente in acciaio, con caricatore maggiorato da 19 colpi e con sicure ambidestre.
- CZ 75 SP-01 Shadow: variante della SP-01 realizzata interamente in acciaio e pensata per le competizioni sportive Production Division dell'IPSC (International Practical Shooting Confederation), ma molto apprezzata anche in altre discipline sportive, come ad esempio l'IDPA (International Defensive Pistol Association). È priva di sicura automatica al percussore (in quanto rallenta il movimento del grilletto), è dotata di una molla di recupero lievemente più morbida (per favorire il caricamento), ed impiega un mirino in fibra ottica abbinato ad una tacca di mira priva di riferimenti (entrambi sostituibili). È disponibile anche in cal. 9x21 IMI[5].
- CZ 75 SP-01 Phantom: variante della SP-01 con carrello in acciaio brunito e fusto in polimero ultra-leggero (più leggera del 33% rispetto al modello in acciaio della CZ 75). Senza sicura manuale, solo leva abbatticane alla mezza monta e mire fisse intercambiabili con mire regolabili in alzo e deriva. L'arma è stata adottata anche dal reparto militare dei paracadutisti della Repubblica Ceca. La variante CZ 2075 RAMI.

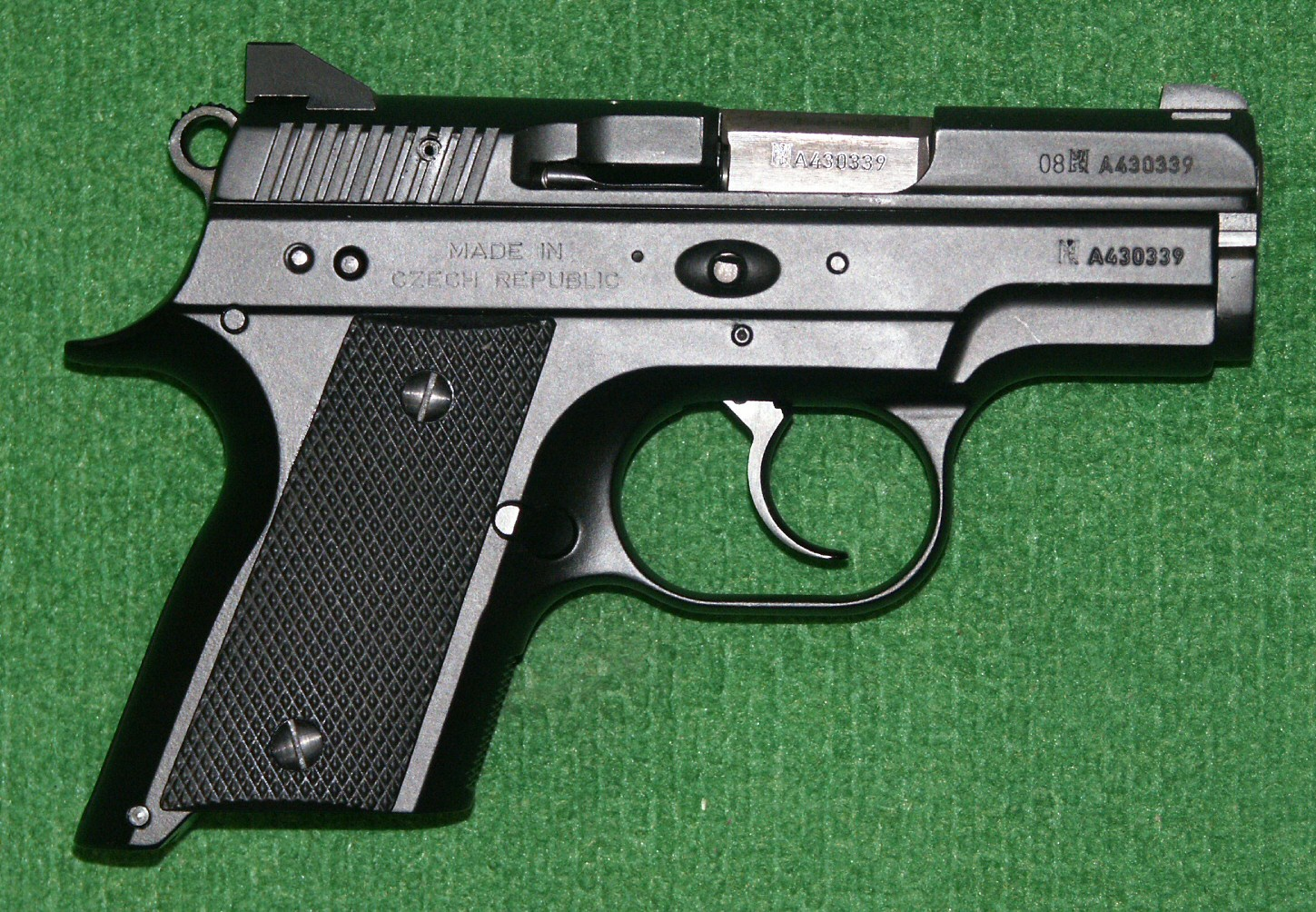
La variante CZ 2075 RAMI.

CZ 2075 RAMI: versione ultra-compatta della CZ 75 progettata per poter essere portata in giro senza violare la legge Americana sul trasporto di armi. È disponibile sia in calibro 9 mm che .40 S&W.
- CZ 75 Kadet: variante in calibro .22 LR della CZ 75. È disponibile sia come arma intera che come kit di cambio composto di canna, percussore e caricatore.
- CZ 75 AUTOMATIC: variante a fuoco selettivo della CZ 75 introdotta nel 1992 per uso da parte di personale militare qualificato. La caratteristica che distingueva i primi modelli della versione AUTO da quella standard era la maggiore lunghezza della canna del modello automatico. I modelli più recenti hanno in dotazione canne di lunghezza standard.
- CZ 85: versione migliorata della CZ 75 con possibilità di uso ambidestro.
- CZ 85-B: la seconda versione della CZ 85 che monta il meccanismo di blocco del percussore.

Diversi stati producono cloni della CZ 75 o modelli che ne ricalcano tutte le principali caratteristiche e soluzioni:
- Cile: FAMAE FN-750

- Cina: Norinco NZ-75

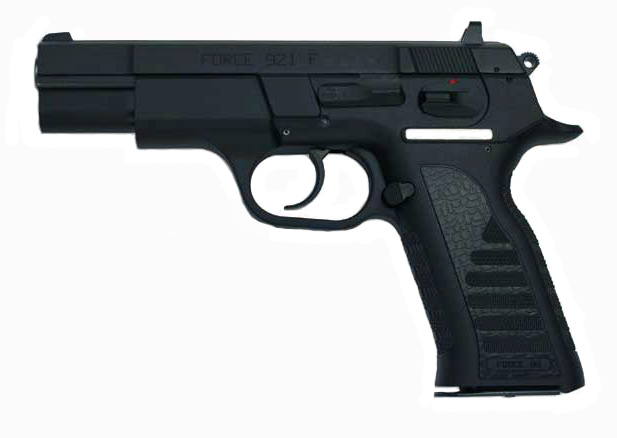
Tanfoglio Force 99 italiana.

- Repubblica Ceca: CZ-Strakonice CZ-TT
- Italia: Renato Gamba G90 / Tanfoglio Force 99
- Israele: IMI Jericho 941 / BUL Cherokee
- Corea del Nord: Baek Du San "백두산권총"

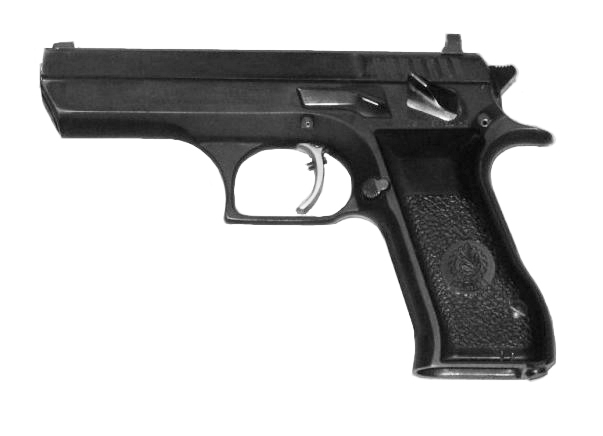
Jericho 941 israeliana.

- Filippine: Armscor MAP-1 / MAP-P1
- Sudan: MIC Marra
- Svizzera: Sphinx Systems S-2000 / S-3000 / ITM AT-84 / AT-88
- Turchia: Canik-55 Piranha / Canik-55 Shark / Sarsilmaz M-2000
- Regno Unito: JSL Spitfire Sphinx 3000 svizzera.

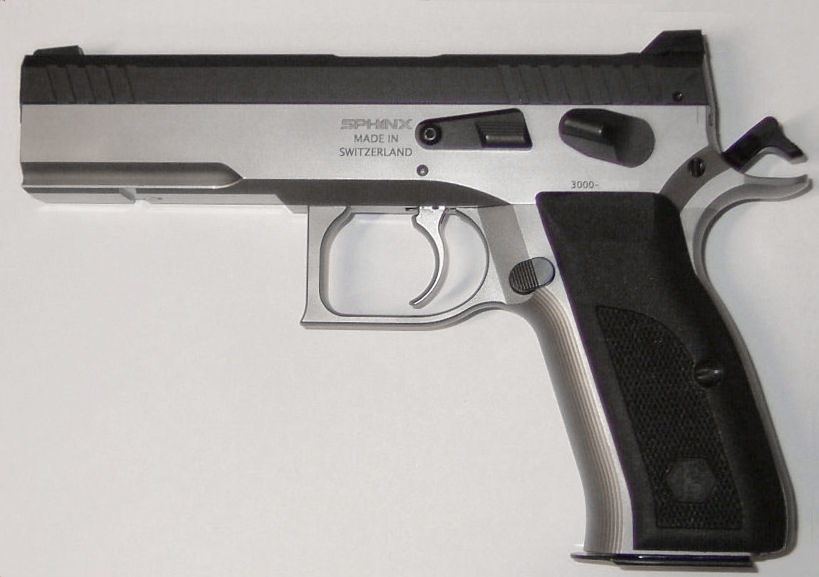
Sphinx 3000 svizzera.

- Stati Uniti d'America: AR 24 / D&D Bren Ten / EAA Witness Elite Gold / Springfield P-9 / VLTOR Bren Ten

## La CZ 75 nella cultura di massa
- In ambito cinematografico, la CZ 75 compare nei film Mission: Impossible 2 (in versione Sphinx AT 2000)[6], Casino Royale (in versione IMI Jericho 941 F)[7] e The Peacemaker (in versione B).
- In ambito anime, la CZ 75 compare in Black Lagoon[8].
- In ambito videoludico, la CZ 75 compare nei giochi Counter-Strike: Global Offensive (in versione CZ 75 AUTOMATIC) e Call of Duty Black Ops (sebbene il gioco sia ambientato negli anni 61-68) in modalità semiautomatica o completamente automatica. è utilizzabile anche in Hitman: Codename 47 e Hitman: Contracts, dove è possibile sbloccare una versione da usare in coppia (una per mano) tra le armi nascoste.